# Шульц, Трей Эдвард
Трей Э́двард Шульц (англ. Trey Edward Shults; род. 6 октября 1988) — американский кинорежиссёр, сценарист, монтажёр, продюсер и актёр.

## Жизнь и карьера
Шульц родился в Хьюстоне, штат Техас. В 2010 году он выпустил свой режиссёрский дебют, короткометражный фильм «Мать и сын», где также выступил в качестве сценариста, монтажёра и продюсера. Главные роли в картине исполнили его тётя и актриса Криша Фэйрчайлд, а также Лукас Кинтана. Шульц работал над фильмом «Специальный полуночный выпуск» (2016) Джеффа Николса, а также над тремя фильмами Терренса Малика — «Древо жизни» (2011), «Путешествие времени» (2016) и «Между нами музыка» (2017), где занимал должность интерна. Одно время он изучал бизнес-администрирование, однако прервал обучение, для того заниматься кино. В 2011 году Шульц написал, снял, спродюсировал и смонтировал короткометражный фильм «Два к одному» с Кришей Фэйрчайлд в главной роли.
В 2014 году Шульц снял, написал, спродюсировал и смонтировал короткометражный фильм «Криша», роли в котором исполнили Фэйрчайлд, а также Робин и Билли Фэйрчайлды, являющиеся родственниками Шульца. Год спустя он выпустил одноимённую полнометражную адаптацию фильма, премьерный показ которой состоялся на фестивале «South by Southwest» в марте 2015 года, где она была удостоена главного приза жюри. Фильм был куплен для проката компанией A24 и вышел на экраны в марте 2016 года.
В марте 2015 года Шульц подписал контракт с агентством по талантам «William Morris Endeavor».
В 2017 году Шульц совместно с A24 выпустил второй полнометражный фильм, хоррор «Оно приходит ночью» с Джоэлем Эдгертоном в главной роли.
В июле 2018 года было объявлено, что следующим фильмом Шульца станет музыкальная драма «Волны», к которой он напишет сценарий, а также срежиссирует.

## Фильмография

### Короткометражные фильмы
| Год  | Название      | Режиссёр | Сценарист | Продюсер | Монтажёр |
| ---- | ------------- | -------- | --------- | -------- | -------- |
| 2010 | Мать и сын    | Да       | Да        | Да       | Да       |
| 2011 | Двое к одному | Да       | Да        | Да       | Да       |
| 2014 | Криша         | Да       | Да        | Да       | Да       |

### Фильмы
| Год  | Называние          | Режиссёр | Сценарист | Продюсер | Монтажёр |
| ---- | ------------------ | -------- | --------- | -------- | -------- |
| 2015 | Криша              | Да       | Да        | Да       | Да       |
| 2017 | Оно приходит ночью | Да       | Да        | Нет      | Да       |
| 2019 | Волны              | Да       | Да        | Да       | Да       |
| 2025 | Последнее завтра   | Да       | Да        | Нет      | Да       |

### Телевидение
| Год  | Название                                  | Примечания                 |
| ---- | ----------------------------------------- | -------------------------- |
| 2023 | Время побеждать: Расцвет династии Лейкерс | Эпизод «The Magic Is Back» |